# فيليبا توماس
فيليبا توماس (بالإنجليزية: Philippa Thomas)‏ (ولدت في 22 نوفمبر 1965) وترعرت في ويكفيلد، غرب يوركشير. تعمل فيليبا صحفية ومقدمة أخبار محلية وأجنبية في التلفزيون البريطاني بي بي سي، وهي أيضا مقدمة الأخبار الرئيسية في برنامج أخبار العالم اليوم الذي يبث على بي بي سي ورلد نيوز، قناة بي بي سي للأخبار، وبي بي سي فور.
بعدما قامت فيليبا بنشر المدونة التي تعرض تقرير فيليب كراولي والذي حظي بتغطية واسعة، قام فيليب كراولي بالاستقالة من منصبه.

## السيرة المهنية
عملت فيليبا على نطاق واسع مع الولايات المتحدة وأمريكا الجنوبية وأفريقيا وأوروبا القارية. وأحدث إنجازاتها قدمتها حين عملت مقدمة ومراسلة خاصة في مكتب بي بي سي واشنطن من 2007 لعام 2010، فقامت بتغطية سياسية وتحدثت عن المميزات الأصلية للسياسة الأميركية والاقتصاد والثقافة.
تُبِث برامجها على بي بي سي ورلد نيوز، ومحطة أخبار بي بي إس، وبي بي سي أميركا، وأيضا على موقع بي بي سي على الإنترنت.
قبل ذلك، قدمت فيليبا خلال عامي 2007 و2008 برنامج أخبار العالم اليوم، وهو برنامج إخباري يستمر ساعة واحدة على قناة بي بي سي ورلد نيوز. وبين عام 1997 وعام 2001 عملت مراسلة في بي بي سي أمريكا الشمالية، وتحدثت في عناوين الأخبار عن توجيه الاتهام إلى الرئيس كلينتون وعن الآثار العالمية الناتجة عن هجمات 11/9. ومن عام 1990 إلى عام 1997 تحدثت عن المشهد السياسي في المملكة المتحدة بما في ذلك تغطية واسعة لعملية السلام في أيرلندا الشمالية.
بعد ذلك عادت فيليبا إلى العمل مع محطة بي بي سي في يوليو 2011. ومنذ عودتها إلى بريطانيا وهي تعمل مراسلة في محطة بي بي سي للأخبار.
منذ يناير 2013، تعتبر فيليبا المقدِمة الرئيسية لبرنامج أخبار العالم اليوم الذي يبث الساعة 19:00 بتوقيت جرينتش خلال أيام الأسبوع، ويعرض الساعة 21:00 بتوقيت جرينتش في نهاية الأسبوع. وتقوم أحيانا بتقديم برنامج العالم اليوم الذي يبث على قناة بي بي سي راديو 4 ونيوز أور في الخدمة العالمية لهيئة الإذاعة البريطانية.